# 남극판
남극판(南極板 , Antarctic Plate)은 남극 대륙과 주변의 해양을 포함하는 판이다. 판게아 초대륙의 남쪽 부분인 곤드와나 대륙에서 분리된 이후, 남극판은 현재의 위치로 이동했다. 남극판은 대부분 해령을 경계로 하고 있다.
인접한 판은 나스카판, 남아메리카판, 아프리카판, 소말리아판,  인도-오스트레일리아판, 태평양판 및 변환 단층을 가로지르는 스코샤판이다.
남극판의 면적은 약 60,900,000km2로 세계에서 5번째로 큰 판이다.
남극판은 1년에 약 1cm씩 대서양을 향해 움직이는 것으로 추정된다.